# De stilte (lied)
De stilte is een lied van de Nederlandse zanger Jeroen van der Boom. Het werd in 2015 als single uitgebracht en stond in 2017 als twaalfde track op het album Dit ben ik.

## Achtergrond
De stilte is geschreven door Christian Leuzzi, Flavio Enrique Santander, Gustavo Santander en Han Kooreneef en geproduceerd door Arno Krabman. Het is een lied dat kan worden gezien als een ballade. Het is een bewerking van het nummer Silencio van Christian Castro uit 2004. Het lied gaat over de pijn van het gemis van een geliefde die niet meer in het leven is van de liedverteller. De stilte om hem heen kwelt hem. Het nummer werd in 2021 door Van der Boom en Tino Martin gecoverd voor de Acoustic Casino Sessions.

## Hitnoteringen
De zanger had weinig succes met het lied in de Nederlandse hitlijsten. Er was geen notering in de Single Top 100 en ook de Top 40 werd niet bereikt. Bij laatstgenoemde was er wel de elfde positie in de Tipparade.